# Katharina von Brandenburg

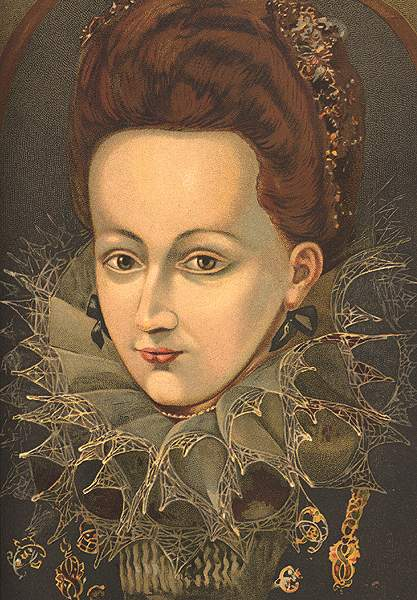
Katharina von Brandenburg, Fürstin von Siebenbürgen

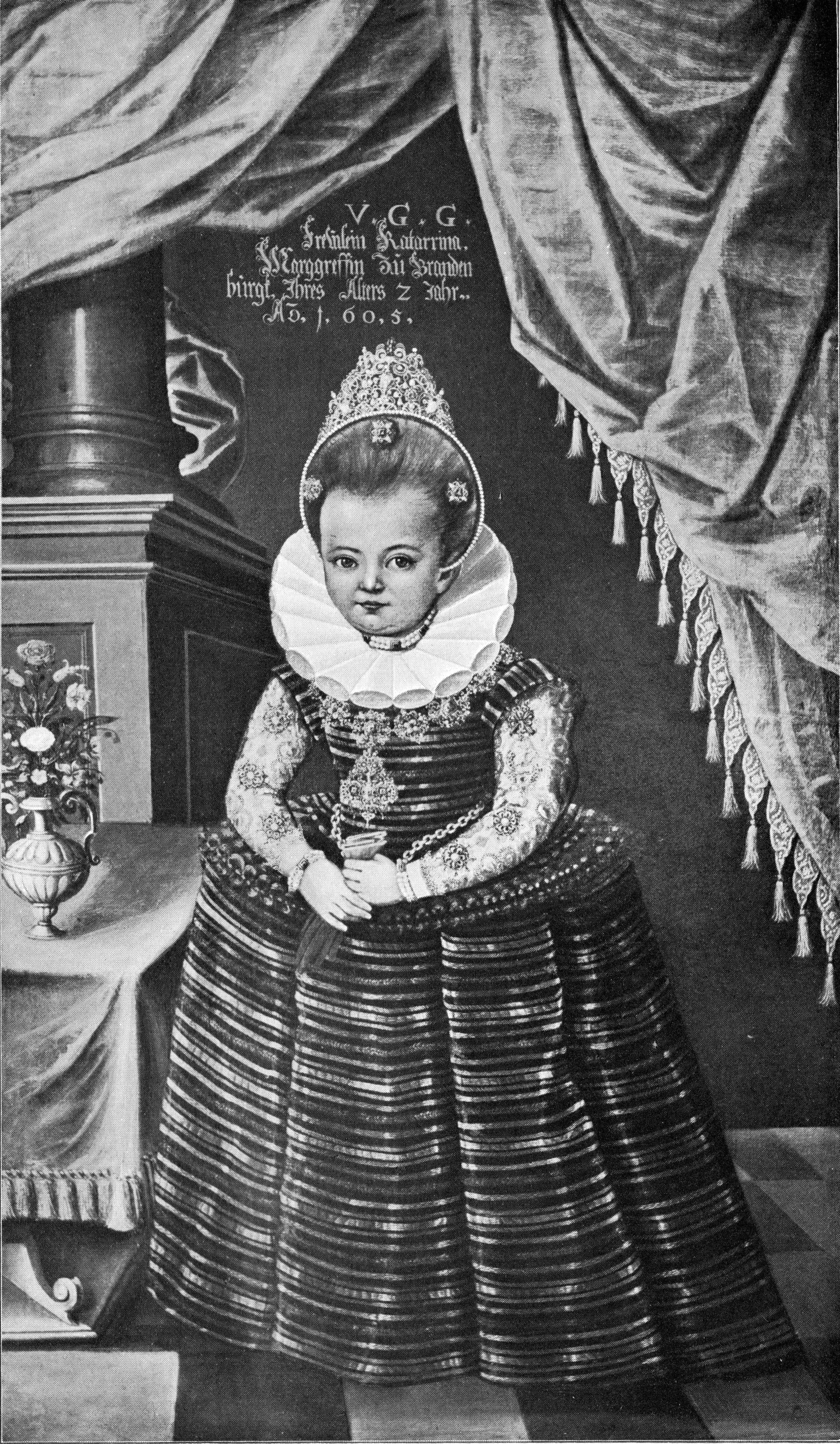
Katharina im Alter von 2 Jahren, Ölgemälde von Daniel Rose, 1605.

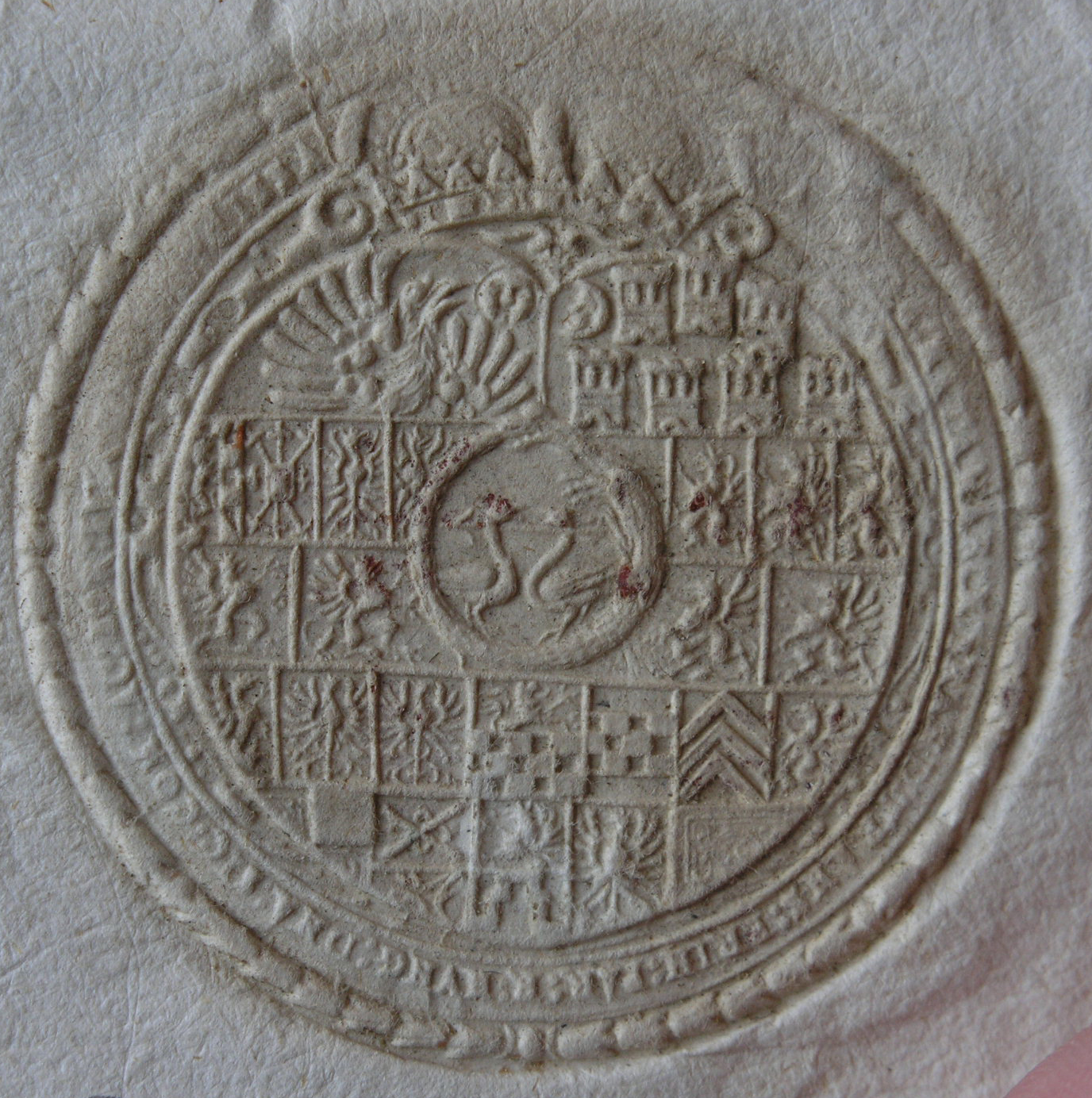
Siegel Catharina von Brandenburg 1638, Witwe von Gabriel Bethlen

Katharina von Brandenburg (* 28. Mai 1602 in Königsberg; † 27. August 1644 in Schöningen) war eine Prinzessin von Brandenburg und durch Heirat nacheinander Fürstin von Siebenbürgen und Herzogin von Sachsen-Lauenburg. Von 1629 bis 1630 war sie offiziell Fürstin von Siebenbürgen, verzichtete aber wieder auf die Regentschaft.

## Leben
Katharina war eine Tochter des Kurfürsten Johann Sigismund von Brandenburg (1572–1620) aus dessen Ehe mit Anna (1576–1625), Tochter des Herzogs Albrecht Friedrich von Preußen. Im Jahr 1623, als sie sich bei ihrer Schwester Maria Eleonora in Schweden aufhielt, warb Zar Michael vergeblich um ihre Hand.
Sie heiratete in erster Ehe am 2. März 1626 in Kaschau Fürst Gabor Bethlen von Siebenbürgen (1580–1629). Noch zu seiner Lebenszeit war Katharina 1626 zur Fürstin von Siebenbürgen gewählt und als Nachfolgerin anerkannt worden. Sie folgte ihrem Mann als souveräne Fürstin und wurde von der Hohen Pforte im Amt bestätigt. Wegen ihrer Hinneigung zum Katholizismus, ihrem Liebesverhältnis zu Graf Istvan Csáky und ihrem Mangel an Durchsetzungskraft in den Thronstreitigkeiten, trat sie zurück, nachdem der Landtag in Mediasch sie heftig kritisiert hatte und die Stände in Klausenburg sie zum Rücktritt zwangen.
Als Fürst von Siebenbürgen folgte ihr Schwager Istvan, der aber einige Wochen später ebenfalls zurücktrat. Der folgende Fürst Georg I. Rákóczi entzog Katharina Schloss und Herrschaft Făgăraș, die einzigen Besitzungen, die ihr laut Testament ihres Mannes geblieben waren. Rákóczi zwang sie außerdem, seinen Sohn Georg zu adoptieren.
Katharina zog sich nach Stuhlweißenburg zurück und konvertierte 1633 auf ihrem Witwensitz Tokaj zum katholischen Glauben. Kaiser Ferdinand II. setzte sie daraufhin wieder in den Besitz ihrer testamentarisch versicherten Besitzungen.
Ihr zweiter Ehemann wurde am 27. August 1639 in Ödenburg Herzog Franz Karl von Sachsen-Lauenburg (1594–1660). Katharina verkaufte alle ihre ungarischen Besitzungen und zog nach Deutschland. Sie starb 1644 auf Schloss Schöningen, dem Witwensitz ihrer Schwester Anna Sophia.
Katharina war in beiden Ehen kinderlos geblieben.